# Cerradura de tiempo

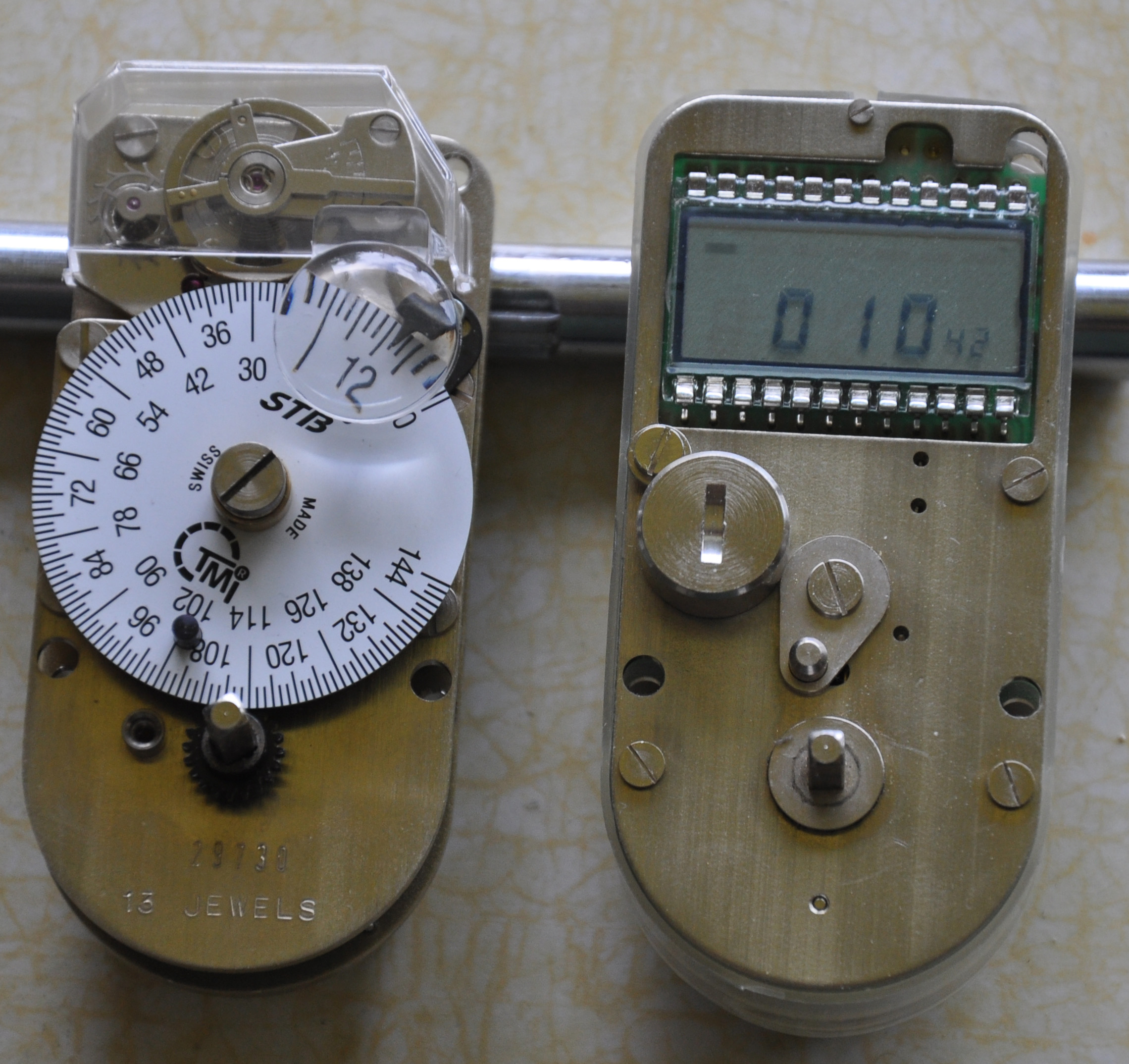
Un candado de tiempo mecánico y uno electrónico, mostrando las 10:00 y las 10:42 respectivamente.

Una cerradura de tiempo o candado de tiempo forma parte de un mecanismo de bloqueo que se encuentra normalmente en las bóvedas acorazadas de los bancos y otros contenedores de alta seguridad.  La cerradura de tiempo es un temporizador diseñado para evitar la apertura de una caja fuerte o de una bóveda acorazada hasta que se llegue a una hora preseleccionada, aunque se conozca la combinación de apertura correcta.
Las cerraduras de tiempo se montan en el interior de una puerta de seguridad o en el interior de la puerta de una cámara acorazada. Normalmente  hay tres cerraduras de tiempo en una puerta. La primera en llegar al tiempo 0 permitirá abrir la puerta; las otras dos son de respaldo.

## Historia
Las cerraduras de tiempo se crearon originalmente para evitar que los delincuentes secuestraran y torturaran a la gente que conocía la combinación, y después utilizara la información extraída para abrir la caja fuerte o el cuarto acorazado. Otro uso es impedir la entrada del personal autorizado en horario no autorizado.
Las cerraduras de tiempos electrónicas modernas tienen algunas funciones no disponibles en las cerraduras de tiempo mecánicas, como temporizadores con puesta a cero y activación de tiempos preestablecidos.
Una cerradura de tiempo es un concepto diferente de las cerraduras retardadas.